# Giovanni Maria Bononcini
Giovanni Maria Bononcini (ochrzczony 23 września 1642 w Montecorone koło Modeny, zm. 18 listopada 1678 w Modenie) – włoski kompozytor.

## Życiorys
Uczył się u Agostino Bendinelliego, Marco Uccelliniego i Giovanniego Colonny. Pełnił funkcję kapelmistrza w kościołach San Giovanni in Monte i San Petronio w Bolonii. Był także członkiem bolońskiej Accademia Filarmonica. W 1671 roku otrzymał posadę skrzypka w kapeli dworskiej księżnej Laury d’Este. Był też kapelmistrzem katedry w Modenie.
Pisał sonaty kościelne i świeckie, kantaty, madrygały, arie. Za życia kompozytora ukazało się drukiem 13 opusów. Opublikował traktat teoretyczny Musico prattico (Bolonia 1673). Jego synami byli kompozytorzy Giovanni Battista Bononcini i Antonio Maria Bononcini.